# Lamentació sobre Crist mort (Tintoretto)
Lamentació sobre Crist mort és un quadre del pintor italià Tintoretto realitzat en oli sobre llenç. Mesura 51 cm d'alt per 75 cm d'ample i fou pintat entre els anys 1555 i 1559. Des del 2007 pertany a la col·lecció del Museu Soumaya. Es tracta d'un dels nombrosos esbossos que realitzà Tintoretto sobre el davallament de la creu.